# Turgecaecum longifauces
Turgecaecum longifauces är en plattmaskart. Turgecaecum longifauces ingår i släktet Turgecaecum och familjen Cryptogonimidae. Inga underarter finns listade i Catalogue of Life.